# أوتارا كانادا
أُترة كندة أو (نقحرة: اوتارا الكانادا) رمزها «UK» (بالإنجليزية: Uttara  Kannada) ، هو تقسيم إداري لدولة الهند تتبع ولاية كارناتاكا (بالإنجليزية: Karnataka) ، مركزها هو مدينة كروار (بالإنجليزية: Karwar) عدد سكانها حسب تعداد سنة 2001 هو 1,353,299 ، مساحتها 10,291 كم² وكثافة السكان 132 لكل كم² .